# Jüdischer Friedhof (Mollenfelde)
Der Jüdische Friedhof Mollenfelde ist ein jüdischer Friedhof im Ortsteil Mollenfelde der Gemeinde Friedland im niedersächsischen Landkreis Göttingen.

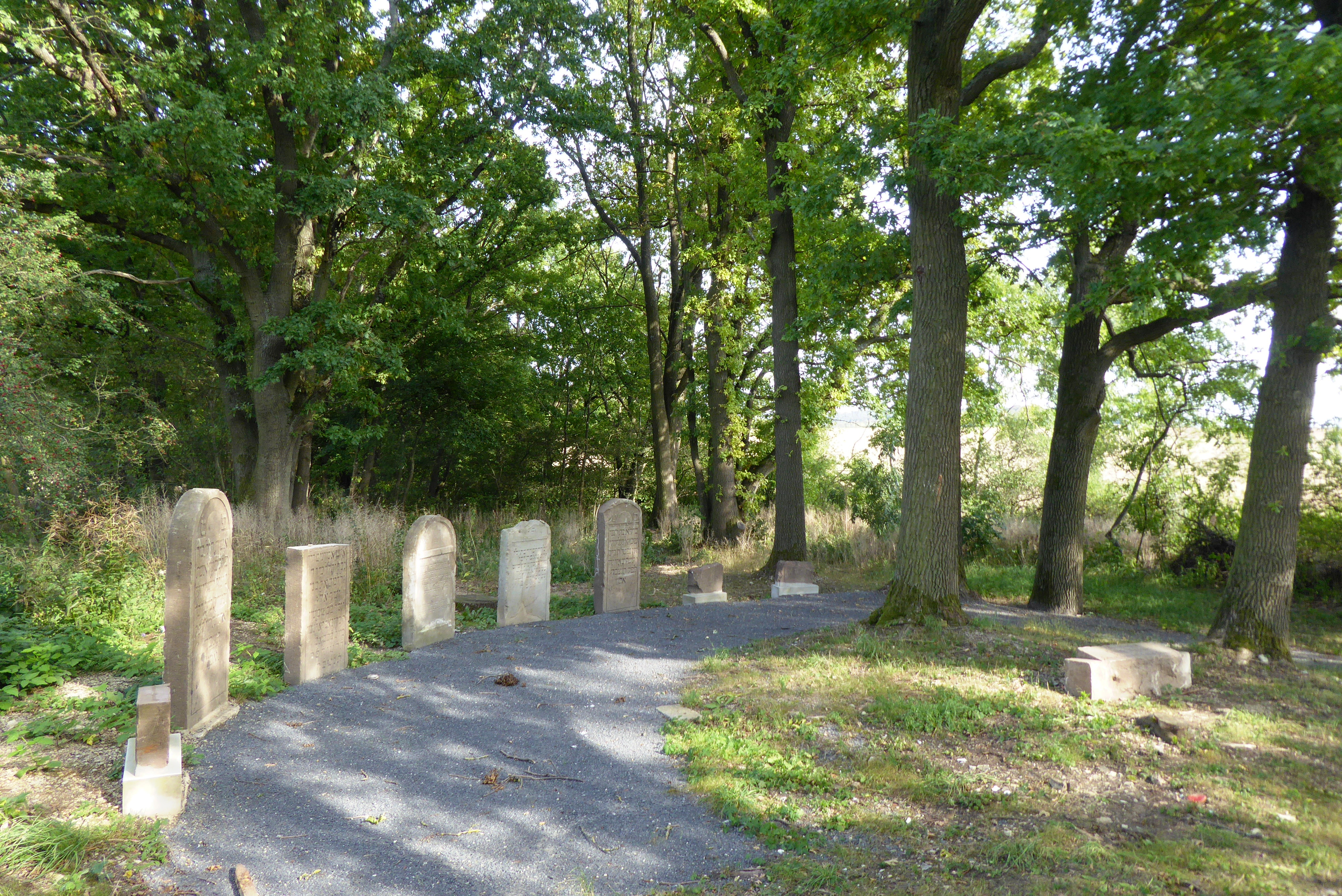
Friedhof nach der Restaurierung

## Beschreibung und Geschichte
Der 2.653 m² große Friedhof „Am Judenkirchhof“ bzw. „Im Bruch“ wurde im Jahr 1934 eingeebnet, die Grabsteine wurden entfernt. 1953 ging er in den Besitz der Jewish Trust Corporation (JTC) über und ab 1959 in den Besitz des Landesverbandes der Jüdischen Gemeinden von Niedersachsen. Der Friedhof wurde 2019 von Gestrüpp befreit und einzelne noch erhaltene Mazewot wieder aufgestellt.